# Ctenochira sanguinatoria
Ctenochira sanguinatoria là một loài tò vò trong họ Ichneumonidae.